# کواسو ال مونته
کواسو ال مونته (به ایتالیایی: Cuasso al Monte) یک کومونه در ایتالیا است که در استان وارزه واقع شده‌است.

## خصوصیات
کواسو ال مونته ۱۶٫۴ کیلومترمربع مساحت و ۳٬۲۵۲ نفر جمعیت دارد.